# Спасатель на воде

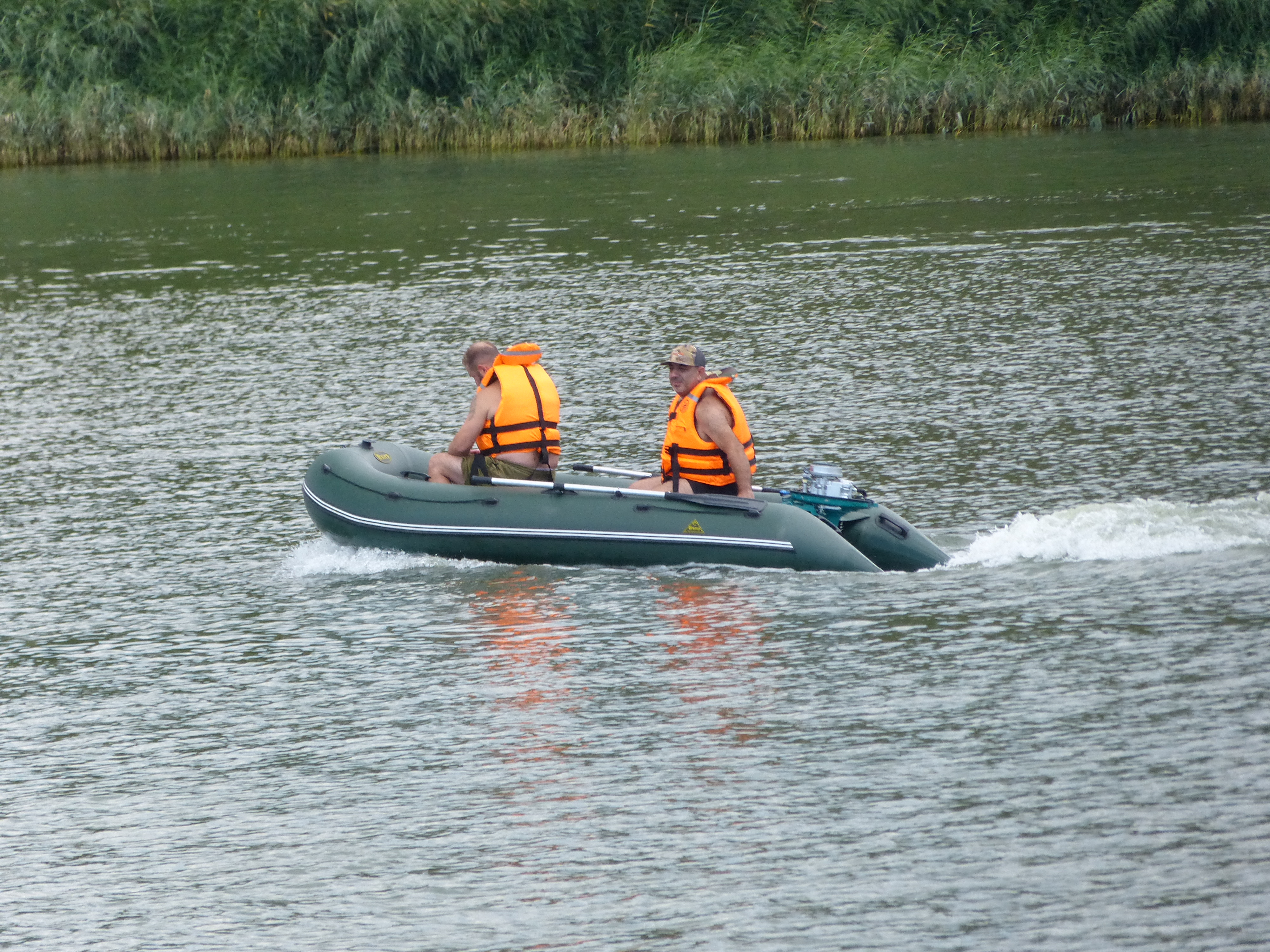
Спасатели на реке Дон, Ростов-на-Дону, Россия

Спасатель на воде, матрос-спасатель (англ. lifeguard) — специалист, ответственный за безопасность людей на водных объектах, таких как плавательный бассейн, аквапарк, пляж. В России соответствует профессиональному стандарту матрос-спасатель. Международный день спасателя на воде отмечается 31 июля.  

## История
Российское общество спасания на водах было создано в 1872 году под покровительством императора Александра II. Первое собрание благотворительного Московского округа Общества спасения на водах состоялось 31 мая 1875 года и в его работу входило спасение утопающих на Яузе и Москве-реке.

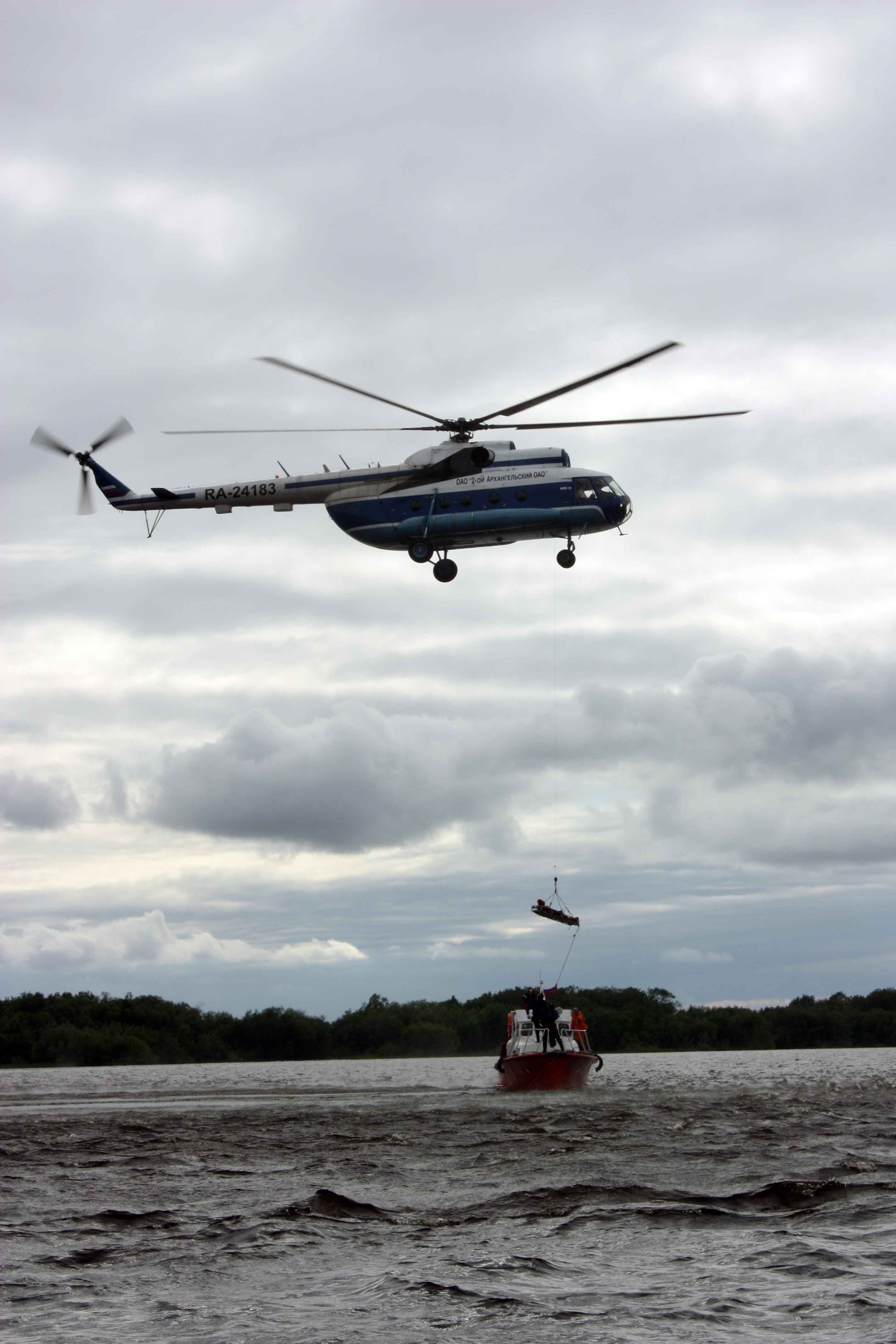
Тренировка спасателей на воде, Россия, 2010г.

В настоящее время общероссийская общественная организация «Всероссийское общество спасания на водах» (ВОСВОД) является продолжателем ОСВОД России, воссозданного постановлением Совета Министров РСФСР № 94 от 11.02.1970 года.

## Обязанности
В обязанности спасателя входит предупреждение несчастных случаев на воде, спасение утопающих и оказание им первой помощи.

## Трудовая деятельность
Спасатели на воде работают:
- В бассейнах, аквапарках, на пляжах
- В составе поисково-спасательных формирований
- В составе общественных организаций и волонтёрских объединений